# Daniella Dominikovic
Daniella Dominikovic (Sydney, 12 januari 1987) is een voormalig tennisspeelster uit Australië, de jongere zus van Evie Dominikovic die eveneens beroepstennisspeelster is. Haar favoriete ondergrond is hardcourt. Zij speelt rechtshandig en heeft een tweehandige backhand.

## Loopbaan
In 2004 won zij drie van de vijf ITF-dubbelspeltoernooien waarin zij speelde. In 2006 won zij het ITF-enkelspeltoernooi van Gladstone, Australië. Daarnaast bezit zij tien ITF-titels in het dubbelspel. Verscheidene keren kwam zij uit in het dubbelspeltoernooi van het Australian Open, maar zij kwam telkenmale niet voorbij de eerste ronde.
Eind 2011 trad zij in het huwelijk met haar coach David Jeflea. Vanaf begin 2012 nam zij nog een half jaar aan toernooien deel onder de naam Daniella Jeflea. Zij was actief in het proftennis van 2003 tot medio 2012. Haar laatste optreden was op het dubbelspeltoernooi van het WTA-toernooi van Rosmalen 2012.

## Posities op deWTA-ranglijst
Positie per einde seizoen:
| jaar | rang enkelspel | rang dubbelspel |
| ---- | -------------- | --------------- |
| 2012 | 909            | 529             |
| 2011 | 426            | 132             |
| 2010 | 660            | 677             |
| 2009 | 887            | 642             |
| 2008 | 568            | 319             |
| 2007 | 874            | 411             |
| 2006 | 498            | 287             |
| 2005 | 362            | 183             |
| 2004 | 500            | 247             |
| 2003 | 967            | 359             |

## Resultaten grandslamtoernooien
| Legenda | Legenda                          |
| ------- | -------------------------------- |
| g.t.    | geen toernooi gehouden           |
| l.c.    | lagere categorie                 |
| –       | niet deelgenomen                 |
| G       | uitgeschakeld in de groepsfase   |
| 1R      | uitgeschakeld in de eerste ronde |
| 2R      | uitgeschakeld in de tweede ronde |
| 3R      | uitgeschakeld in de derde ronde  |
| 4R      | uitgeschakeld in de vierde ronde |
| KF      | uitgeschakeld in de kwartfinale  |
| HF      | uitgeschakeld in de halve finale |
| F       | de finale verloren               |
| W       | het toernooi gewonnen            |
| w-v     | winst/verlies-balans             |

### Enkelspel
Dominikovic speelde niet in het enkelspel op een grandslamtoernooi.

### Vrouwendubbelspel
| Toernooi        | 2005 | 2006 | 2007 | 2008 |    | 2011 | 2012 |
| --------------- | ---- | ---- | ---- | ---- | -- | ---- | ---- |
| Australian Open | 1R   | 1R   | 1R   | 1R   | 1R | 1R   |      |
| Roland Garros   | –    | –    | –    | –    | –  | –    |      |
| Wimbledon       | –    | –    | –    | –    | –  | –    |      |
| US Open         | –    | –    | –    | –    | –  | –    |      |

### Gemengd dubbelspel
| Toernooi        | 2004 |
| --------------- | ---- |
| Australian Open | 1R   |
| Roland Garros   | –    |
| Wimbledon       | –    |
| US Open         | –    |